# Volta Ciclística Internacional do Paraná
A Volta Ciclística Internacional do Paraná é uma competição ciclística profissional de estrada por etapas disputada anualmente durante o mês de junho no Paraná, Brasil.
O evento, que normalmente é formado por 5 etapas, teve sua primeira edição realizada em 2004. Disputada em março, a edição daquele ano contou com um prólogo (o único contra-relógio em todas as edições) e 4 etapas de estrada, com todo o percurso da corrida montado em volta da cidade de Londrina. Desde a crição dos Circuitos Continentais da UCI em 2005, a prova fez parte do UCI America Tour na categoria 2.2, à exceção dos anos de 2008, quando foi somente uma prova nacional, e 2011 e 2012, quando o evento foi cancelado.
Na classificação geral, os resultados são dominados pelos brasileiros, sendo o chileno Marco Arriagada o único estrangeiro a conseguir a vitória. Nenhum ciclista conseguiu vencer a geral mais de uma vez. Já quanto às etapas, 6 ciclistas conseguiram vencer 2 etapas, dividindo o maior número de vitórias em etapa:
- Soelito Gohr
- Renato Ruiz
- Alex Arseno
- Antônio Nascimento
- Patrique Azevedo
- Marco Arriagada

## Vencedores
| Ano       | Vencedor               | Segundo lugar      | Terceiro lugar       |
| --------- | ---------------------- | ------------------ | -------------------- |
| 2004      | Soelito Gohr           | José Dos Santos    | Miguel Direna        |
| 2005      | Maurício Morandi       | Antônio Nascimento | Fabrício Morandi     |
| 2006      | Márcio May             | Jorge Giacinti     | Mac Donald Fernandes |
| 2007      | Renato Seabra          | Gerardo Fernández  | Patrique Azevedo     |
| 2008      | Renato dos Santos      | Fabrício Morandi   | Jair Fernando        |
| 2009      | Raul Cançado           | Eduardo Sales      | Marcos Novello       |
| 2010      | Marco Arriagada        | Edgardo Simón      | Alan Maniezzo        |
| 2011-2013 | Não foi disputada      | Não foi disputada  | Não foi disputada    |
| 2014      | Carlos Manarelli       | Patricio Almonacid | Gregolry Panizo      |
| 2015      | Rodrigo Araújo de Melo | Rodrigo Nascimento | Carlos Manarelli     |